# Nogometni klub Karlovac
Il Nogometni klub Karlovac 1919 meglio noto come Karlovac, è una società calcistica croata con sede nella città di Karlovac. Dopo aver militato nella Prva HNL, la massima divisione del calcio croato nella stagione 2011-2012 ed essere stata retrocessa, non riesce ad iscriversi alla successiva edizione di Druga HNL, ed è così costretta a ripartire dai campionati regionali.

## Cronistoria
- 1919: il club viene fondato col nome NK Borac
- 1921: il club viene rinominato NŠK Karlovac
- 1941: il club viene rinominato HŠK Velebit
- 1945: il club viene rinominato Udarnik
- 1948: il club viene rinominato Slavija
- 1954: il club viene rinominato Karlovac
- 1958: il club viene rinominato KSD
- 1960: il club viene rinominato Karlovac
- 2012: il club viene rinominato NK Karlovac 1919

## Palmarès

### Competizioni nazionali
- Treća HNL: 3

2004-2005 (girone Centro), 2007-2008, 2019-2020 (girone Est)

### Altri piazzamenti
- 2. Savezna liga:

Terzo posto: 1972-1973 (girone ovest)
- Druga hrvatska nogometna liga:

Secondo posto: 2008-2009
Terzo posto: 1996-1997 (girone Centro)

## Organico

### Rosa
| N. |                                 | Ruolo | Calciatore                  |
| -- | ------------------------------- | ----- | --------------------------- |
| 1  | Croazia (bandiera)              | P     | Hrvoje Sunara               |
| 2  | Croazia (bandiera)              | D     | Ivan Zgrablić               |
| 4  | Croazia (bandiera)              | D     | Toni Golem                  |
| 5  | Bosnia ed Erzegovina (bandiera) | C     | Edin Husić                  |
| 6  | Croazia (bandiera)              | C     | Goran Paracki               |
| 7  | Bosnia ed Erzegovina (bandiera) | D     | Kenan Čejvanović            |
| 8  | Croazia (bandiera)              | A     | Matija Štefančić (capitano) |
| 9  | Croazia (bandiera)              | A     | Enes Novinić                |
| 10 | Croazia (bandiera)              | C     | Josip Jerneić               |
| 11 | Croazia (bandiera)              | C     | Ivan Lajtman                |
| 12 | Croazia (bandiera)              | P     | Ivan Parazajder             |
| 13 | Croazia (bandiera)              | D     | Miloš Musulin               |

| N. |                                 | Ruolo | Calciatore       |
| -- | ------------------------------- | ----- | ---------------- |
| 14 | Croazia (bandiera)              | C     | Viktor Špišić    |
| 15 | Croazia (bandiera)              | D     | Željko Kovačević |
| 16 | Croazia (bandiera)              | C     | Andrea Ottochian |
| 17 | Croazia (bandiera)              | C     | Kristijan Glavaš |
| 18 | Croazia (bandiera)              | C     | Ante Batarelo    |
| 19 | Croazia (bandiera)              | D     | Marijan Budimir  |
| 20 | Croazia (bandiera)              | C     | Mihael Sopčić    |
| 21 | Croazia (bandiera)              | C     | Adis Stambolija  |
| 22 | Croazia (bandiera)              | A     | Karlo Primorac   |
| 23 | Croazia (bandiera)              | P     | Igor Lovrić      |
| 28 | Croazia (bandiera)              | D     | Jurica Karabatić |
| 29 | Bosnia ed Erzegovina (bandiera) | D     | Gordan Bunoza    |